# Vera Rebrik
Vera Yuryevna Rebrik (en ruso: Вера Юрьевна Ребрик; ucraniano: Віра Юріївна Ребрик) (Hausvik, 25 de febrero de 1989) es una atleta rusa de origen ucraniano especializada en el lanzamiento de jabalina. Tras la anexión rusa de Crimea, región de la que era natural, en 2015 pasó a competir para Rusia.

## Carrera deportiva
Vera comenzó a lanzar jabalina a la edad de 12 años, cuando uno de los entrenadores de la Escuela de Deportes Juveniles de Yalta la descubrió mientras recorría las escuelas locales.
En 2005, Rebrik hizo su debut en el Campeonato Mundial Juvenil de Atletismo, ocupando inmediatamente el segundo lugar con un lanzamiento de 56,16 metros. En 2006, este resultado se repitió en el Campeonato Mundial de Atletismo Sub-20 de Pekín (China), con 57,79 metros.
En 2007-08, Vera continuó progresando, ganando uno tras otro campeonatos europeos y mundiales juveniles, consiguiendo sendos oros en el Campeonato Europeo de Atletismo Sub-20 de Hengelo (58,48 m.) y el Campeonato Mundial de Atletismo Sub-20 en Bydgoszcz (63,01 m.), siendo este último registro récord mundial en aquel entonces. Más adelante, Rebrik hizo su debut en Juegos Olímpicos de Pekín 2008. Debido a problemas en su pie, no pudo rendir a su máximo nivel esperado, quedando fuera de la ronda clasificatoria y consiguiendo solo 59,05 metros.
En 2009, Vera Rebrik continúa combinando actuaciones en competiciones juveniles con torneos para adultos, como en la Universiada de Belgrado, donde fue plata con 61,02 metros, o en el Campeonato Europeo de Atletismo Sub-23 de Kaunas (Lituania), también segunda, con 61,43 metros. En el Campeonato Mundial de Atletismo de Berlín llegó a la ronda final, donde ocupa el noveno lugar.
Los años 2010-11 los dedicó a a perfeccionar la técnica de lanzamiento, llegando nuevamente al podio en el Campeonato Europeo de Atletismo Sub-23 de Ostrava (58,95 metros). En 2012, Rebrik aprovechó su oportunidad en el Campeonato Europeo de Atletismo, donde en ausencia de varios líderes del evento, Vera ganó primero la clasificación y luego las competiciones principales, superando los resultados de dos alemanes en el quinto intento: Christina Obergföll y Linda Stahl. El resultado establecido, de 66,86 metros, se convirtió al mismo tiempo en un nuevo récord del país. En el sexto intento, Christina y Linda intentaron recuperar el liderato, pero ninguna pudo mejorar su resultado anterior. Más adelante, en sus segundos Juegos Olímpicos, en Londres, quedaba decimonovena en la general, con 58,97 metros.
En 2013 tendría una de sus últimas representaciones con Ucrania, en el Campeonato Mundial de Atletismo de Moscú (Rusia), donde fue undécima con un lanzamiento de 58,33 metros. En 2014, cuando Rusia se anexionó la región de Crimea, Rebrik, que era natural de Yalta (Crimea), transfirió su elegibilidad a Rusia. Con su nueva federación llegaría al Campeonato Mundial de Atletismo en Pekín, donde no clasificó a la final. Tras la suspensión de Rusia de todas las competiciones internacionales de atletismo, Rebrik pasó a participar como atleta neutral, como en el Campeonato Mundial de Atletismo de Londres.

## Resultados por competición

### Por temporada
| Representando a Ucrania                       | Representando a Ucrania                 | Representando a Ucrania | Representando a Ucrania | Representando a Ucrania | Representando a Ucrania |
| --------------------------------------------- | --------------------------------------- | ----------------------- | ----------------------- | ----------------------- | ----------------------- |
| Año                                           | Competición                             | Lugar                   | Puesto                  | Marca (m.)              |                         |
| 2005                                          | Campeonato Mundial Juvenil de Atletismo | Marrakech               | 2ª                      | 56,16                   |                         |
| 2006                                          | Campeonato Mundial de Atletismo Sub-20  | Pekín                   | 2ª                      | 57,79                   |                         |
| 2007                                          | Campeonato Europeo de Atletismo Sub-20  | Hengelo                 | 1ª                      | 58,48                   |                         |
| 2008                                          | Campeonato Mundial de Atletismo Sub-20  | Bydgoszcz               | 1ª                      | 63,01                   |                         |
| 2008                                          | Juegos Olímpicos                        | Pekín                   | 16ª (q)                 | 59,05                   |                         |
| 2009                                          | Universiada                             | Belgrado                | 2ª                      | 61,02                   |                         |
| 2009                                          | Campeonato Europeo de Atletismo Sub-23  | Kaunas                  | 2ª                      | 61,43                   |                         |
| 2009                                          | Campeonato Mundial de Atletismo         | Berlín                  | 9ª                      | 58,25                   |                         |
| 2010                                          | Campeonato Europeo de Atletismo         | Barcelona               | 17ª (q)                 | 52,31                   |                         |
| 2011                                          | Campeonato Europeo de Atletismo Sub-23  | Ostrava                 | 2ª                      | 58,95                   |                         |
| 2011                                          | Universiada                             | Shenzhen                | 4ª                      | 58,25                   |                         |
| 2011                                          | Campeonato Mundial de Atletismo         | Daegu                   | 16ª (q)                 | 58,50                   |                         |
| 2012                                          | Campeonato Europeo de Atletismo         | Helsinki                | 1ª                      | 66,86                   |                         |
| 2012                                          | Juegos Olímpicos                        | Londres                 | 19ª (q)                 | 58,97                   |                         |
| 2013                                          | Campeonato Mundial de Atletismo         | Moscú                   | 11ª                     | 58,33                   |                         |
| Representando a Rusia                         |                                         |                         |                         |                         |                         |
| Año                                           | Competición                             | Lugar                   | Puesto                  | Marca (m.)              |                         |
| 2015                                          | Campeonato Mundial de Atletismo         | Pekín                   | 24ª (q)                 | 59,67                   |                         |
| Representando a Atletas Neutrales Autorizados |                                         |                         |                         |                         |                         |
| Año                                           | Competición                             | Lugar                   | Puesto                  | Marca (m.)              |                         |
| 2017                                          | Campeonato Mundial de Atletismo         | Londres                 | –                       | NM                      |                         |

### Mejores marcas
| Disciplina              | Marca    | Lugar | Fecha                 |
| ----------------------- | -------- | ----- | --------------------- |
| Lanzamiento de jabalina | 67,30 m. | Sochi | 19 de febrero de 2016 |